# ГИУ
Главное инженерное управление (сокращённо — ГИУ) — наименование органа военного управления в Вооружённых силах Российской империи ответственного за инженерное дело.
Главное управление (ГУ), ведомство (учреждение) в структуре Военного министерства сосредоточивало инспекторскую, техническую, учёную, учебную и хозяйственную части всего инженерного ведомства, позднее в ходе военной реформы в России, с 20 декабря 1913 года ГУ переименовано в Главное военно-техническое управление (ГВТУ).

## История
В ходе военной реформы 1860-х годов, в Военном министерстве России были произведены значительные изменения, в целях большей децентрализации военного управления и некоторого сокращения личного состава в дублирующих органах.
Инженерный департамент, Штаб генерал-инспектора Инженерного корпуса и инженерное отделение Военного учёного комитета были соединены и образовано, 28 декабря 1862 года, Главное инженерное управление.
С 20 декабря 1913 года ГИУ переименовано в Главное военно-техническое управление (ГВТУ), которое ведало снабжением войск, сил и крепостей инженерным, автомобильным, воздухоплавательным и авиационным имуществом, постройкой и содержанием крепостей, казарм и других воинских зданий, строительством военных железных дорог, рассмотрением военно-технических изобретений, формированием, обучением и службой личного состава технических войск. При Управлении в разное время состояли различные учреждения и должностные лица: Управление инспектора инженерных складов и арсеналов ГИУ, Главная приёмная комиссия инженерного ведомства и заведующий инженерными приемками ГВТУ (1913—1918 года), Техническое гальваническое заведение (1857—1884 года), Управление гальванической частью инженерного корпуса (1884—1891 года), Управление электротехнической частью инженерного ведомства (1891—1915 года), преобразованное в Электротехнический отдел ГВТУ, Инженерный (в 1862—1869, 1913—1916 года — Технический) комитет, Комиссия по вооружению крепостей (1892—1904 года). Управление подчинялось генерал-инспектору по инженерной части и военному министру. Главное военно-техническое управление ликвидировано 28 февраля 1918 года, подведомственные учреждения в период 1918—1919 годов.

## Задачи
На ГИУ было возложено выполнение следующих задач:
- избрание в определённом районе империи удобнейших пунктов для возведения крепостей и укреплений и само их устройство;
- постройка воинских зданий (штабов, казарм, цейхгаузов, церквей, подсобных построек и так далее);
- составление проектов и смет для сооружений;
- содержание в исправности крепостей и укреплений, казарм и других воинских зданий;
- хранение генеральных планов и исторических описаний всех крепостей и укреплений;
- отопление и освещение воинских зданий;
- заведование электрической частью, воздухоплаванием, военно-голубиной почтой и другими вспомогательными отраслями инженерного дела;
- заведование личным составом инженерного корпуса;
- довольствие инженерных войск предметами инженерного ведомства;
- снабжение войск шанцевым инструментом, а также разрывными пироксилиновыми патронами с принадлежностями к ним и инструментами для порчи железных дорог и телеграфов;
- рассмотрение изобретений в области вооружения и военной техники[7], и принятие по ним решений.

## Состав
Главное инженерное управление находилось под непосредственным начальством главного начальника инженеров, его состав и структура менялась в соответствии с Положениями 1867, 1905, 1910 и 1913 годов, и состояло из:

## 1894 год
- четырёх отделений;
- судной части;
- канцелярии;
- архива.

В 1895 году сформирована Кондукторская школа при главном инженерном управлении.

## Начальники ГИУ
Главный начальник инженеров (период):
- А. П. Вернандер, генерал-лейтенант (28.10.1897 — 11.09.1904);
- Н. Ф. Александров, инженер-генерал (02.08.1909 — 21.12.1913);
- Г. Г. Милеант, генерал-лейтенант (29.09.1915 — после 03.01.1917);
- А. В. фон Шварц, генерал-лейтенант (22.03.1917 — ??.??.19??);

## Офицерский состав ГИУ
- Романов Петр Николаевич, ЕИ Высочество Великий князь — генерал-лейтенант, генерал-адъютант, генерал-инспектор по инженерной части, стр.36
- Вернандер Александр Петрович — инженер-генерал, товарищ генерал-инспектор, стр.36
- Сукин Иван Михайлович — генерал-лейтенант, помощник начальника управления, стр.36
- Величко Константин Иванович — генерал-лейтенант, помощник начальника управления, стр.36
- Свищевский Дмитрий Тимофеевич — генерал-лейтенант, инспектор инженерных войск, стр.36
- Ставицкий Иван Павлович[9] — подполковник, адъютант генерал-инспектора, стр.36
- Субботин Владимир Федорович — подполковник, адъютант генерал-инспектора, стр.36
- Беленченко Василий Иванович — генерал-лейтенант, генерал для особых поручений при управлении, стр.36
- Евдокимов Леонид Викторович — генерал-майор, генерал для особых поручений при управлении, стр.36
- Тимченко-Рубан Георгий Иванович — полковник, штаб-офицер для особых поручений при управлении, стр.36
- Шилейко Владимир Иванович — полковник, штаб-офицер для особых поручений при управлении, стр.36
- Сокольцев Дмитрий Максимилианович — капитан, штаб-офицер для особых поручений при управлении (исправляющий должность), стр.37
- Чернокнижников Кондратий Степанович — генерал-майор, состоящий в распоряжении управляющего, стр.37
- Вишняков Виктор Аполлонович — генерал-майор, состоящий в распоряжении управляющего, стр.37
- Пыхачев Виктор Аполлонович (в списке ошибочно — Пыхачев Александр Михайлович) — генерал-майор, состоящий в распоряжении управляющего, стр.37
- Беднов Акутион Иванович — полковник, состоящий в распоряжении управляющего, стр.37
- Мооро Владимир Григорьевич — полковник, состоящий в распоряжении управляющего, стр.37
- Драчевский Михаил Яковлевич — полковник, состоящий в распоряжении управляющего, стр.37
- Энтель Иван Кондратьевич — полковник, состоящий в распоряжении управляющего, стр.37
- Еремеев Владимир Алексеевич — полковник, состоящий в распоряжении управляющего, стр.37
- Гильшер Иван Федорович — полковник, состоящий в распоряжении управляющего, стр.37
- Симонов Владимир Алексеевич — полковник, состоящий в распоряжении управляющего, стр.37
- Богдановский Михаил Андреевич — полковник, состоящий в распоряжении управляющего, стр.37
- Леопольд Константин Иванович — полковник, состоящий в распоряжении управляющего, стр.37
- Бурмейстер Александр Александрович — полковник, состоящий в распоряжении управляющего, стр.37
- Симонов Иван Иосифович — полковник, состоящий в распоряжении управляющего, стр.37
- Подчертков Александр Алексеевич — полковник, состоящий в распоряжении управляющего, стр.37
- Малков-Панин Василий Васильевич — полковник, состоящий в распоряжении управляющего, стр.37
- Миллер Анатолий Иванович — полковник, состоящий в распоряжении управляющего, стр.37
- Блавдзевич Игнатий Павлович — полковник, состоящий в распоряжении управляющего, стр.37
- Ющенков Иван Алексеевич — полковник, состоящий в распоряжении управляющего, стр.37
- Фомин Владимир Васильевич — полковник, состоящий в распоряжении управляющего (сверх штата), стр.37
- Шишкин Аполлон Алексеевич — полковник, состоящий в распоряжении управляющего, стр.37
- Григоренко Аполлон Аполлонович — полковник, состоящий в распоряжении управляющего, стр.37
- Попов Евгений Иосифович — полковник, состоящий в распоряжении управляющего, стр.37
- Коновалов Леонид Васильевич — полковник, состоящий в распоряжении управляющего, стр.37
- Черник Георгий Прокофьевич — полковник, состоящий в распоряжении управляющего, стр.37
- Жарков Николай Николаевич — полковник, состоящий в распоряжении управляющего, стр.37
- Скворцов Иван Николаевич — полковник, состоящий в распоряжении управляющего, стр.37
- Пруссак Николай Константинович — полковник, состоящий в распоряжении управляющего, стр.37
- Крестинский Илья Андреевич — полковник, состоящий в распоряжении управляющего, стр.37
- Ступачевский Сергей Александрович — полковник, состоящий в распоряжении управляющего, стр.37
- Овчинников Алексей Константинович — полковник, состоящий в распоряжении управляющего, стр.37
- Чернявский Георгий Федорович — полковник, состоящий в распоряжении управляющего, стр.37
- Сеген Болеслав Ипполитович — полковник, состоящий в распоряжении управляющего, стр.37
- Калинин Павел Михайлович — полковник, состоящий в распоряжении управляющего, стр.37
- Энберг Фридрих Иванович — полковник, состоящий в распоряжении управляющего, стр.37
- Шошин Алексей Петрович — полковник, состоящий в распоряжении управляющего, стр.38
- Колосовский Дмитрий Павлович — полковник, состоящий в распоряжении управляющего, стр.38
- Левицкий Николай Николаевич — полковник, состоящий в распоряжении управляющего, стр.38
- Голицын Владимир Алексеевич — полковник, состоящий в распоряжении управляющего, стр.38
- Бенард Петр Петрович — полковник, состоящий в распоряжении управляющего, стр.38
- Хлебников Николай Николаевич — полковник, состоящий в распоряжении управляющего, стр.38
- Зуев Венедикт Григорьевич — полковник, состоящий в распоряжении управляющего, стр.38
- Желтухин Алексей Васильевич — полковник, состоящий в распоряжении управляющего, стр.38
- Федоров Александр Прокофьевич — полковник, состоящий в распоряжении управляющего, стр.38
- Капица Леонид Петрович — полковник, состоящий в распоряжении управляющего, стр.38
- Савримович Иосиф Александрович — полковник, состоящий в распоряжении управляющего, стр.38
- Ермолаев Мефодий Николаевич — полковник, состоящий в распоряжении управляющего, стр.38
- Андреев Виктор Алексеевич — полковник, состоящий в распоряжении управляющего, стр.38
- Ефремов Владимир Евгеньевич — подполковник, состоящий в распоряжении управляющего, стр.38
- Баранов Николай Васильевич — подполковник, состоящий в распоряжении управляющего, стр.38
- Веселов Павел Васильевич — подполковник, состоящий в распоряжении управляющего, стр.38
- Куницын Андрей Семенович — подполковник, состоящий в распоряжении управляющего, стр.38
- Собин Сергей Филиппович — подполковник, состоящий в распоряжении управляющего, стр.38
- Коновалов Владимир Семенович — подполковник, состоящий в распоряжении управляющего, стр.38
- Воротеляк Владимир Александрович — подполковник, состоящий в распоряжении управляющего, стр.38
- Макаренко Дмитрий Григорьевич — подполковник, состоящий в распоряжении управляющего, стр.38
- Малеев Леонид Герасимович — генерал-майор, начальник отдела, стр.38
- Ивков Дмитрий Петрович — генерал-майор, начальник отдела, стр.38
- Жуковский Иосиф Августович — генерал-майор, начальник отдела, стр.38
- Свидзинский Бронислав Матвеевич — полковник, начальник отдела, стр.38
- Герандли Аркадий Константинович — полковник, начальник отдела, стр.38
- Прутченко Дмитрий Петрович — подполковник, помощник начальника отдела, стр.38
- Юшкевич Андриан Фомич — подполковник, столоначальник, стр.38
- Николаев Владимир Петрович — подполковник, столоначальник, стр.38
- Макаров Андрей Андреевич — подполковник, столоначальник, стр.38
- Леонтьев Петр Петрович — подполковник, столоначальник, стр.38
- Дашкевич Иван Александрович — капитан, столоначальник, стр.38
- Милеант Павел Михайлович — капитан, помощник столоначальника, стр.38
- Баньковский Владимир Александрович — штабс-капитан, помощник столоначальника, стр.38
- Голов Георгий Владимирович — штабс-капитан, помощник столоначальника (исправляющий должность), стр.38
- Шифферс Владимир Рудольфович — полковник, делопроизводитель, стр.38
- Добровольский Константин Михайлович — подполковник, делопроизводитель (исправляющий должность), стр.38
- Вердеревский Михаил Алексеевич — капитан, делопроизводитель, стр.38
- Герле Николай Карлович — полковник, приемщик, стр.38
- Гельдт Владимир Андреевич — подполковник, приемщик, стр.38
- Александров Иван Александрович — генерал-майор, начальник чертежн. и литогр., стр.38
- Пудкевич Ефим Александрович — полковник, помощник начальника чертежн. и литогр., стр.39
- Рейхардт Эдуард Иванович — полковник, штаб-офицер чертежн., стр.39
- Хилков Сергей Федорович — капитан, офицер чертежник, стр.39
- Клеопатров Николай Павлович — капитан, офицер чертежник, стр.39
- Арнгольд Генрих Эрнестович — подпоручик, офицер чертежник, стр.39
- Горлявиль Николай Иванович — полковник, смотритель инженерного замка, стр.39

#### Инженерный комитет
- Свищевский Дмитрий Тимофеевич — генерал-лейтенант, постоянный член, стр.39
- Кирпичев Константин Львович — генерал-лейтенант, постоянный член, стр.39
- Старынкевич Олимп Иванович — генерал-лейтенант, постоянный член, стр.39
- Красовский Ростислав Владимирович — генерал-лейтенант, постоянный член, стр.39
- Веденяпин Александр Алексеевич — генерал-лейтенант, постоянный член, стр.39
- Кирпичев Нил Львович — генерал-лейтенант, постоянный член, стр.39
- Шафгаузен-Шенберг-Эк-Шауфус Николай Константинович — генерал-лейтенант, постоянный член (сверх штата)., стр.39
- Мясковский Яков Константинович — генерал-лейтенант, постоянный член и управляющий дел., стр.39
- Ульянов Николай Алексеевич — генерал-майор, постоянный член (сверх штата)., стр.39
- Фабрициус Иван Иванович — генерал-майор, делопроизводитель канцелярии, стр.39
- Шушкевич Федор Матвеевич — генерал-майор, делопроизводитель канцелярии, стр.39
- Кинг Василий Евгеньевич (Егорович) — подполковник, помощник делопроизводителя канцелярии, стр.39
- Редакция «Инженерного журнала»
  - Савурский Александр Александрович — инженер-генерал, редактор, стр.39

- Александров Николай Фомич — инженер-генерал, начальник, стр.37
- Сукин Иван Михайлович — генерал-лейтенант, помощник начальника, стр.37
- Величко Константин Иванович — генерал-лейтенант, помощник начальника, стр.37
- Юрьев Владимир Сергеевич — генерал-лейтенант, председатель главной приемной комиссии при управлении, стр.37
- Евдокимов Леонид Викторович — генерал-майор, генерал для особых поручений при управлении, стр.37
- Энтель Иван Кондратьевич — генерал-майор, генерал для особых поручений при управлении, стр.37
- Шилейко Владимир Иванович — полковник, штаб-офицер для особых поручений при управлении, стр.37
- Вишняков Виктор Аполлонович — генерал-майор, состоящий в распоряжении управления, стр.37
- Беднов Акутион Иванович — полковник, состоящий в распоряжении управления, стр.37
- Мооро Владимир Григорьевич — полковник, состоящий в распоряжении управления, стр.37
- Симонов Владимир Алексеевич — полковник, состоящий в распоряжении управления, стр.37
- Богдановский Михаил Андреевич — полковник, состоящий в распоряжении управления, стр.37
- Бурмейстер Александр Александрович — полковник, состоящий в распоряжении управления, стр.37
- Симонов Иван Иосифович — полковник, состоящий в распоряжении управления, стр.37
- Подчертков Александр Алексеевич — полковник, состоящий в распоряжении управления, стр.37
- Миллер Анатолий Иванович — полковник, состоящий в распоряжении управления, стр.37
- Блавдзевич Игнатий Павлович — полковник, состоящий в распоряжении управления, стр.37
- Ющенков Иван Алексеевич — полковник, состоящий в распоряжении управления, стр.37
- Фомин Владимир Васильевич — полковник, состоящий в распоряжении управления (сверх штата), стр.37
- Шишкин Аполлон Алексеевич — полковник, состоящий в распоряжении управления, стр.37
- Григоренко Аполлон Аполлонович — полковник, состоящий в распоряжении управления, стр.37
- Попов Евгений Иосифович — полковник, состоящий в распоряжении управления, стр.37
- Коновалов Леонид Васильевич — полковник, состоящий в распоряжении управления, стр.37
- Черник Георгий Прокофьевич — полковник, состоящий в распоряжении управления, стр.37
- Жарков Николай Николаевич — полковник, состоящий в распоряжении управления, стр.37
- Скворцов Иван Николаевич — полковник, состоящий в распоряжении управления, стр.37
- Пруссак Николай Константинович — полковник, состоящий в распоряжении управления, стр.37
- Крестинский Илья Андреевич — полковник, состоящий в распоряжении управления, стр.38
- Овчинников Алексей Константинович — полковник, состоящий в распоряжении управления, стр.38
- Чернявский Георгий Федорович — полковник, состоящий в распоряжении управления, стр.38
- Калинин Павел Михайлович — полковник, состоящий в распоряжении управления, стр.38
- Энберг Фридрих Иванович — полковник, состоящий в распоряжении управления, стр.38
- Шошин Алексей Петрович — полковник, состоящий в распоряжении управления, стр.38
- Колосовский Дмитрий Павлович — полковник, состоящий в распоряжении управления, стр.38
- Левицкий Николай Николаевич — полковник, состоящий в распоряжении управления, стр.38
- Голицын Владимир Алексеевич — полковник, состоящий в распоряжении управления, стр.38
- Желтухин Алексей Васильевич — полковник, состоящий в распоряжении управления, стр.38
- Федоров Александр Прокофьевич — полковник, состоящий в распоряжении управления, стр.38
- Капица Леонид Петрович — полковник, состоящий в распоряжении управления, стр.38
- Савримович Иосиф Александрович — полковник, состоящий в распоряжении управления, стр.38
- Ермолаев Мефодий Николаевич — полковник, состоящий в распоряжении управления, стр.38
- Андреев Виктор Алексеевич — полковник, состоящий в распоряжении управления, стр.38
- Богданович Владимир Николаевич — полковник, состоящий в распоряжении управления, стр.38
- Горлявиль Николай Иванович — полковник, состоящий в распоряжении управления, стр.38
- Запольский Владимир Федорович — полковник, состоящий в распоряжении управления, стр.38
- Юшкевич Андриан Фомич — полковник, состоящий в распоряжении управления, стр.38
- Ковалевский Анатолий Гекторович — полковник, состоящий в распоряжении управления, стр.38
- Короткевич-Ночевной Николай Владимирович — полковник, состоящий в распоряжении управления, стр.38
- Орлов Александр Александрович — полковник, состоящий в распоряжении управления, стр.38
- Защук Всеволод Александрович — полковник, состоящий в распоряжении управления, стр.38
- Ефремов Владимир Евгеньевич — подполковник, состоящий в распоряжении управления, стр.38
- Баранов Николай Васильевич — подполковник, состоящий в распоряжении управления, стр.38
- Веселов Павел Васильевич — подполковник, состоящий в распоряжении управления, стр.38
- Собин Сергей Филиппович — подполковник, состоящий в распоряжении управления, стр.38
- Коновалов Владимир Семенович — подполковник, состоящий в распоряжении управления, стр.38
- Воротеляк Владимир Александрович — подполковник, состоящий в распоряжении управления, стр.38
- Иванов Василий Иванович — подполковник, состоящий в распоряжении управления, стр.38
- Грибоедов Константин Дмитриевич — подполковник, состоящий в распоряжении управления, стр.38
- Бобровский Василий Иосафатович — полковник, прикомандированный к управлению, стр.38
- Малеев Леонид Герасимович — генерал-майор, начальник отдела, стр.38
- Ивков Дмитрий Петрович — генерал-майор, начальник отдела, стр.38
- †Жуковский Иосиф Августович — генерал-майор, начальник отдела, стр.38 — военный инженер, умерший, исключен из списков (ВП 29.03.1910)
- Герандли Аркадий Константинович — полковник, начальник отдела, стр.38
- Прутченко Дмитрий Петрович — подполковник, помощник начальника отдела, стр.38
- Николаев Владимир Петрович — подполковник, столоначальник, стр.38
- Леонтьев Петр Петрович — подполковник, столоначальник, стр.39
- Дашкевич Иван Александрович — подполковник, столоначальник, стр.39
- Левенгаупт Николай Фридрихович — подполковник, столоначальник, стр.39
- Баньковский Владимир Александрович — штабс-капитан, помощник столоначальника, стр.39
- Голов Георгий Владимирович — штабс-капитан, помощник столоначальника (исправляющий должность), стр.39
- Лисунов Сергей Михайлович — штабс-капитан, помощник столоначальника, стр.39
- Шифферс Владимир Рудольфович — полковник, делопроизводитель, стр.39
- Добровольский Константин Михайлович — подполковник, делопроизводитель (исправляющий должность), стр.39
- Вердеревский Михаил Алексеевич — капитан, делопроизводитель (стр.39) — переведен в 3-ю полевую железнодорожную роту (ВП 14.01.1910)
- Герле Николай Карлович — полковник, приемщик, стр.39
- Александров Иван Александрович — генерал-майор, начальник чертежников и литографов, стр.39
- Пудкевич Ефим Александрович — полковник, помощник начальника чертежников и литографов, стр.39
- Клеопатров Николай Павлович — капитан, офицер чертежник, стр.39
- Арнгольд Генрих Эрнестович — поручик, офицер чертежник, стр.39
- Войлочников Николай Александрович — подпоручик, офицер чертежник, стр.39
- Хилков Сергей Федорович — подполковник, смотритель Инженерного замка, стр.39
- Демидов Иван Петрович — поручик, помощник, стр.39

#### Инженерный Комитет
- Веденяпин Александр Алексеевич — генерал-лейтенант, постоянный член, стр.39
- Кирпичев Нил Львович — генерал-лейтенант, постоянный член, стр.39
- Шафгаузен-Шенберг-Эк-Шауфус Николай Константинович — генерал-лейтенант, постоянный член (сверх штата), стр.39
- Мясковский Яков Константинович — генерал-лейтенант, постоянный член и управляющий делами, стр.39
- Ставицкий Петр Карпович — генерал-майор, постоянный член, стр.39
- Буйницкий Нестор Алоизович — генерал-майор, постоянный член, стр.39
- Клокачев Петр Николаевич — генерал-майор, постоянный член, стр.39
- Ульянов Николай Алексеевич — генерал-майор, постоянный член (сверх штата), стр.39
- Леопольд Константин Иванович — генерал-майор, постоянный член, стр.39
- Фабрициус Иван Иванович — генерал-майор, делопроизводитель канцелярии, стр.39
- Свидзинский Бронислав Матвеевич — генерал-майор, делопроизводитель канцелярии, стр.39
- Кинг Василий Егорович — подполковник, помощник делопроизводителя канцелярии, стр.39
- Сидоров Александр Семенович — капитан, помощник делопроизводителя канцелярии, стр.39
- Редакция «Инженерного журнала»
  - Савурский Александр Александрович — инженер-генерал, редактор, стр.39

(Адрес-календарь Российской империи на 1914 год.)
- Главное военно-техническое управление (СПб, Садовая ул. Инженерный Замок):
- Почетный член Технического Комитета Главного Военно-технического Управления — Е. И. Выс. Вел. Кн. Петр Николаевич, … — ?
- Начальник — барон фон-Дер-Рооп Евгений Эдуардович, ген.-л.
- Для поручений при Гл. Упр. — Мгебров Авессалом Иванович, ген.-л.

Канцелярия.
- Правитель — Афанасьев Павел Георгиевич, кс.
- Столоначальник — Свекольников Александр Михайлович, кск, (и.д.)
- Журналист — Зайцев Александр Александрович, кск, (и.д.)

1-е Отделение (по л. с. и орган. Инженерного корпуса).
- Начальник — Герандли Аркадий Константинович, ген.-м.
- Пом. начальника — Михно Сергей Сергеевич, капитан (и.д.)
- Столоначальник — Гогин Василий Яковлевич, кск (и. д.).

Временный крепостной отдел.
- Начальник отдела — Савримович Иосиф Александрович, ген.-м.

2 — е Отделение (Крепостное).
- Начальник — Пригоровский Александр Евгеньевич, полковник.
- Пом. начальника — Козловский Петр Евстафьевич, полковник.
- Столоначальник — Пастухов Георгий Антонович, нс.
- Столоначальник — Свекольников Николай Михайлович, ттс.

3 — е Отделение (По оборон. сооружен. в креп. и укрепл. пункт.)
- Начальник — Ксирихи Михаил Анастасович, подполковник (и. д.)

Пом. начальника:
- — Медведев Борис Ардалионович, подполковник.
- — Здор Федор Георгиевич, капитан (и.д.)
- — Фирсов Василий Васильевич, каптан-? (и.д.)
- — Васильев Василий Анатольевич, сс.

Столоначальники:
- — Куприянов Александр Александрович, подполковник.
- — Ясевич Александр Константинович, шт.-капитан, (и. д.)
- — Денисов Петр Яковлевич, кск, (и.д.)
- — Иванов Агап. Иванович, кск, (и.д.)
- — Иванов Николай Семенович, кск, (и.д.)

4-е Отделение (Счетное).
- Начальник — Белянкин Иван Яковлевич, дсс.
- Пом. начальника — Романов Павел Михайлович, кс.
- Бухгалтер — Петров Михаил Викторович, нс.
- Бухгалтер — Католиков Николай Васильевич, гс.

Технический отдел.
- Начальник отдела — Болотов Владимир Андреевич, ген.-м.

5-е Отделение (По спец. подготовке и снабж. инженер. имущ. войск и складов)
- Начальник — Халдеев Владимир Федорович, полковник.
- Пом. начальника — Лисунов Сергей Михайлович, капитан (и.д.)

Столоначальники:
- — Голов Георгий Владимирович, капитан.
- — Преображенский Евгений Иванович, шт.-капитан, (и.д.)
- — Чумаков Владимир Михайлович, шт.-капитан, (и.д.)

Воздухоплавательно-автомобильная часть.
- Начальник — Ранхнер Константин Фердинандович., полковник.
- Воздухоплавательный отдел.
- Начальник — Немченко Сергей Аполлонович, подполковник (и.д.)
- Столоначальник — Тацки Владимир Максимович, шт.-капитан (и.д.)

Автомобильное отдел.
- Начальник — Шмидт Николай Николаевич, полковник.

Железнодорожное отдел.
- Начальник — Веселов Павел Васильевич, полковник.
- Пом. начальника — Годлевский Павел Феофилович, капитан.

Судная часть.
- Заведующий — Невский Александр Александрович, гс. (и.д.)
- Казначей и Экзекутор — Герасимов Сергей Григорьевич, нс.
- Врач — Афанасьев Сергей Иванович, дсс., доктор медицины.
- Начальник Архива — Быстров Николай Федорович, сс.
- Технический комитет (СПб, Садовая ул. д 2, Инженерный замок).
- Почетный председатель — Е. И. Выс. Вел. Кн. Петр Николаевич, … — ?
- Председатель — барон фон-Дер-Рооп Евгений Эдуардович, ген.-л.

Члены:
- — Кирпичев Нил Львович, ген.-л.
- — Буйницкий Нестор Алоизиевич, ген.-л.
- — Клокачев Петр Николаевич, ген.-м.
- — Леопольд Константин Иванович, ген.-м.
- — Свидзинский Бронислав Матвеевич, ген.-м.

Совещ. Члены:
- — Дурляхер Роберт Августович, ген.-л.
- — Якимович Алексей Александрович, ген.-л.
- — Малков-Панин Василий Васильевич, ген.-м.

В Канцелярии.
- Делопроизводитель по технич.-хоз. части — Герле Николай Карлович, ген.-м.
- Делопроизводитель по воздухопл. части — Калиновский Петр Телесфорович, подполковник.
- Делопроизводитель по технической части — Гельдт Владимир Андреевич, полковник.
- Делопроизводитель по изданию руководств и отчетов — Попов Евгений Иосифович, ген.-м.

Чертежная и Литография.
- Начальник — Александров Иван Александрович, ген.-м.
- Пом. начальника — Пудкевич Ефим Александрович, полковник.
- Зав. инженерной приемкой — Тимченко-Рубан Георгий Иванович, ген.-м.
- Пом. зав. инженерной приемкой — Юшкевич Адриан Фомич, полковник.
- Электро-техническая часть Военно-технического Управления (СПб, Садовая ул. д. 2, Инженерный Замок).
- Заведующий — Овчинников Алексей Константинович, ген.-м.
- Начальник отдела — Неронов Владимир Дмитриевич, ген.-м.
- Начальник отдела — Юхницкий Фаддей Яковлевич, полковник.

Делопроизводитель:
- — Минут Павел Николаевич, полковник.
- — Нагаев Владимир Николаевич, подполковник.
- — Анчутин Константин Константинович, подполковник.
- — Золотовский Георгий Александрович, подполковник.
- Бухгалтер — Гусаров Григорий Александрович, кс.

Комитет при Управлении.
- Председатель — Овчинников Алексей Константинович, ген.-м.

Члены:
- — Кирпичев Нил Львович, ген.-л.
- — Бурман Георгий Владимирович, ген.-м.
- — Неронов Владимир Дмитриевич, полковник.
- — Юхницкий Фаддей Яковлевич, полковник.